# Савельев, Рафаил Николаевич
Рафаи́л Никола́евич Саве́льев (1851—1903) — русский инженер, рационализатор и метеоролог; профессор геодезии Киевского политехнического института.

## Биография
Родился в 1851 году в семье литератора и историка-любителя Н. В. Савельева-Ростиславича.
В 1872 году окончил Институт инженеров путей сообщения и до 1895 года работал по специальности на железных дорогах.
В 1898 году получил должность профессора Киевского политехнического института на кафедре геодезии.
С 1883 года занимался метеорологией и для этих целей обустроил станцию в Москве. С 1888 по 1895 год много времени уделял изучению солнечной активности; о результатах этих трудов выпустил в Киеве ряд публикаций.
Занимаясь исследованием Солнца, учёный существенно усовершенствовал актинометр системы Виолля. Этот инструмент сравнивался с самопишущим относительным актинографом Крова. Результаты своих наблюдений были им помещены в «Журнале Русского физико-химического общества» (1893 год), выпуск I: «Annales d e Chimie et de Phisique», (1888 год), в «Труды метеорологической сети Юго-Запада России», (1888, 1889, 1890 гг.), и «Метеорологический вестник» (1891, 1892, 1893 и 1897 гг).
Помимо этого Рафаил Николаевич Савельев занимался усовершенствованием психрометра. Об этой работе выпустил ряд публикаций (см. «Метеорологический сборник Академии наук» (том X); «Записки Новороссийского общества естествоиспытателей» (том XII); и «Записки по общей географии Императорского русского географического общества», (том XV)).
В 1882 году участвовал в создании журнала «Инженер», в котором поместил ряд статей по вопросу о расчёте отверстий малых мостовых сооружений, то есть таких, которые должны быть рассчитаны главным образом на пропуск ливневой воды, причём разрабатывал вопрос не только с инженерной стороны, но и учёл погодную составляющую. Здесь же он напечатал проект организации метеорологической службы на железных дорогах; этот проект был принят на съезде инженеров службы пути русских железных дорог и отчасти осуществлён учреждением при Главной физической обсерватории (ныне Главная геофизическая обсерватория имени А. И. Воейкова) отделения «предсказания погоды для надобностей железных дорог».
Умер в 1903 году.